# شیوفک
شهر شیوفُک (به مجاری: Siófok) در شومودْیْ در کشور مجارستان واقع شده‌است. جمعیت این شهر ۲۳٫۹۸۲ نفر است.